# Ottavio Garaventa
Ottavio Garaventa (Genova, 26 gennaio 1934 – Savignone, 18 marzo 2014) è stato un tenore italiano.

## Biografia
Cresciuto in una famiglia di origini popolari dedita alla musica (il nonno materno fu un rinomato tenore di canto popolare genovese e la zia Rosetta Noli un soprano di primo piano degli anni cinquanta), nel 1959, a 25 anni, dopo un breve periodo di studio con il maestro Magenta, debuttò come baritono in Lucia di Lammermoor ma, nonostante le qualità vocali, la carriera non riuscì a decollare.
Interrotti gli studi, trovò lavoro come gruista nel porto di Genova. In seguito, dopo il matrimonio e la nascita della figlia, e dopo aver superato un serio problema di salute, riprese lo studio e nel 1963 debuttò come tenore in Cavalleria rusticana a Cincinnati. Nel 1964 vinse nel nuovo registro il concorso "Voci Nuove" e nel 1965 quelli "Voci Verdiane" di Busseto e As.Li.Co., debuttando in Italia, al Teatro Nuovo di Milano, ad oltre dieci anni dal primo esordio e iniziando una luminosa carriera.
Si è esibito nei più grandi teatri del mondo, tra cui il San Carlo di Napoli, la Staatsoper di Vienna, La Scala di Milano, il Bunkakaikan di Tokio, il Teatro dell'Opera di Roma, l'Earl Court di Londra, l'Arena di Verona, il Kennedy Center di Washington, oltre al Festival di Aix en Provence. Con il teatro alla Scala ha collaborato in diverse produzioni di rilievo internazionale: due edizioni di Bohème di Puccini, dirette da Georges Prêtre e da Carlos Kleiber, Maria Stuarda, rappresentata dopo 136 anni, e nella stagione del bicentenario americano Simon Boccanegra, Messa di requiem e Macbeth, diretti da Claudio Abbado. Ha eseguito inoltre Madama Butterfly, Luisa Miller, Tosca, Linda di Chamounix, Nona sinfonia di Beethoven, Arabella, Maria di Rohan.
Ha avuto all'attivo un vastissimo repertorio di 113 titoli di tenore lirico e lirico-spinto, soprattutto del teatro verdiano e donizettiano, non disdegnando i ruoli pucciniani e veristi. Ha preso parte alla prima mondiale de Il Gattopardo di Angelo Musco a Palermo e ha cantato nel Falstaff di Giuseppe Verdi a Firenze, con la regia di Eduardo De Filippo. Ha partecipato ad alcune riprese di opere non eseguite da decenni: I Lituani di Ponchielli alla RAI, Les Martyrs e Il diluvio universale di Donizetti, rispettivamente a Genova e alla Fenice di Venezia.
Nel 1981 a Firenze gli è stato conferito il titolo di Accademico delle Muse.
Per alcuni anni è stato direttore artistico del Festival Internazionale di Musica di Savignone e ha fondato con la figlia Marina un'associazione musicale che si occupa di giovani artisti. Garaventa era anche un buon pittore, con all'attivo diverse mostre in Italia e all'estero.
Pur non essendo di grandi dimensioni, il suo catalogo discografico è significativo, oltre che per l'aspetto esecutivo, per la particolarità di diversi titoli.

## Curiosità
- Per le doti di affidabilità ed eclettismo era definito "tenore sicurezza"[2].

## Repertorio
| Ruolo                      | Titolo                             | Autore      |
| -------------------------- | ---------------------------------- | ----------- |
| Arturo                     | La straniera                       | Bellini     |
| Tebaldo                    | I Capuleti e i Montecchi           | Bellini     |
| Elvino                     | La sonnambula                      | Bellini     |
| Pollione                   | Norma                              | Bellini     |
| Faust                      | Mefistofele                        | Boito       |
| Admeto                     | Dejanice                           | Catalani    |
| Cadmo                      | Il diluvio universale              | Donizetti   |
| Riccardo Percy             | Anna Bolena                        | Donizetti   |
| Tamas                      | Gemma di Vergy                     | Donizetti   |
| Edgardo Ravenswood         | Lucia di Lammermoor                | Donizetti   |
| Roberto Leicester          | Maria Stuarda                      | Donizetti   |
| Alamiro                    | Belisario                          | Donizetti   |
| Marcello                   | Il duca d'Alba                     | Donizetti   |
| Polyeucte                  | Les Martyrs                        | Donizetti   |
| Carlo di Sirval            | Linda di Chamounix                 | Donizetti   |
| Ernesto                    | Don Pasquale                       | Donizetti   |
| Riccardo                   | Maria di Rohan                     | Donizetti   |
| Gerardo                    | Caterina Cornaro                   | Donizetti   |
| Andrea Chénier             | Andrea Chénier                     | Giordano    |
| Faust                      | Faust                              | Gounod      |
| Canio/Pagliaccio           | Pagliacci                          | Leoncavallo |
| Turiddu                    | Cavalleria rusticana               | Mascagni    |
| Giorgio                    | I Rantzau                          | Mascagni    |
| Des Grieux                 | Manon                              | Massenet    |
| Don Ottavio                | Don Giovanni                       | Mozart      |
| Tancredi Falconeri         | Il Gattopardo                      | Musco jr.   |
| Artù                       | Vent du soir, ou L'horrible festin | Offenbach   |
| Fringuello                 | La chanson de Fortunio             | Offenbach   |
| Gaston                     | Monsieur et Madame Denis           | Offenbach   |
| Walter/Corrado             | I Lituani                          | Ponchielli  |
| Enzo Grimaldo              | La Gioconda                        | Ponchielli  |
| Rodolfo                    | La bohème                          | Puccini     |
| Mario Cavaradossi          | Tosca                              | Puccini     |
| F.B. Pinkerton             | Madama Butterfly                   | Puccini     |
| Calaf                      | Turandot                           | Puccini     |
| Umberto                    | Margherita da Cortona              | Refice      |
| Conte d'Almaviva           | Il barbiere di Siviglia            | Rossini     |
| Otello                     | Otello                             | Rossini     |
| Carlo Goffredo di Buglione | Armida                             | Rossini     |
| Idreno                     | Semiramide                         | Rossini     |
| Cleomene                   | L'assedio di Corinto               | Rossini     |
| Amenofi                    | Mosè                               | Rossini     |
| Matteo                     | Arabella                           | Strauss     |
| Ismaele                    | Nabucco                            | Verdi       |
| Oronte                     | I Lombardi alla prima crociata     | Verdi       |
| Ernani                     | Ernani                             | Verdi       |
| Jacopo Foscari             | I due Foscari                      | Verdi       |
| Carlo VII                  | Giovanna d'Arco                    | Verdi       |
| Macduff                    | Macbeth                            | Verdi       |
| Carlo Moor                 | I masnadieri                       | Verdi       |
| Rodolfo                    | Luisa Miller                       | Verdi       |
| Duca di Mantova            | Rigoletto                          | Verdi       |
| Manrico                    | Il trovatore                       | Verdi       |
| Alfredo Germont            | La traviata                        | Verdi       |
| Gabriele Adorno            | Simon Boccanegra                   | Verdi       |
| Riccardo                   | Un ballo in maschera               | Verdi       |
| Don Alvaro                 | La forza del destino               | Verdi       |
| Radames                    | Aida                               | Verdi       |
| Cassio                     | Otello                             | Verdi       |
| Fenton                     | Falstaff                           | Verdi       |

## Disco e videografia

### CD
- Giuseppe Verdi - La traviata (Renata Scotto - Orchestra e Coro del San Carlos di Lisbona, Arturo Basile - Opera Addiction, 1968)
- Gioachino Rossini - Otello
- Amilcare Ponchielli - I Lituani (Orchestra e Coro della RAI di Torino, Gianandrea Gavazzeni - Fonit Cetra, 1979)
- Gaetano Donizetti - Il diluvio universale (Bonaldo Giaiotti - Orchestra e Coro del Teatro Comunale dell'Opera di Genova, Jan Latham König - Opera rara, 1985)
- Gaetano Donizetti - Caterina Cornaro (Orchestra e Coro della RAI di Torino, Elio Boncompagni - Bongiovanni, 1974)
- Gaetano Donizetti - Maria Stuarda (Shirley Verrett, Montserrat Caballé - Orchestra e Coro del Teatro alla Scala di Milano, Carlo Felice Cillario - Myto, 1971)
- Gaetano Donizetti - Les Martyrs (Leyla Gencer, Ferruccio Furlanetto, Renato Bruson - Orchestra e Coro del Teatro La Fenice di Venezia, Gianluigi Gelmetti - Living Stage, 1978)
- Gioachino Rossini - Moïse et Pharaon (Nicolai Ghiaurov, Shirley Verrett - Orchestra e Coro della RAI di Roma, Wolfgang Sawallisch - Frequenz; Arkadia, 1968)
- Gioachino Rossini - Semiramide (Joan Sutherland - Orchestra e Coro della RAI di Roma, Richard Bonynge - Nuova Era, 1968)
- Vincenzo Bellini - I Capuleti e i Montecchi (Agnes Baltsa - Orchestra e Coro del Wiener Staatsoper, Giuseppe Patané - Gala, 1977)
- Gioachino Rossini - Armida (Cristina Deutekom - Orchestra e Coro del Teatro La Fenice di Venezia, Carlo Franci - Memories, 1970)
- Alfredo Catalani - Dejanice (Carla Basto, Renè Massis - Orchestra del Teatro del Giglio di Lucca, Jan Latham-Koenig - Bongiovanni, 1985)
- Gaetano Donizetti - Gemma di Vergy (Orchestra e Coro della RAI di Milano, Gerd Meditz - Gala, 1987)
- Pietro Mascagni - I Rantzau (Rita Lantieri, Barry Anderson, Giacomo Boldrini - Orchestra del teatro di Livorno, Bruno Rigacci - Fonè 1992)

### DVD
- Giuseppe Verdi - Nabucco (Renato Bruson, Ghena Dimitrova, Bruna Baglioni - Orchestra e Coro dell'Arena di Verona, Maurizio Arena - Warner, 1981)

## Cronologia
- Il 19 febbraio 1966 è il cavaliere Des Grieux nella ripresa del Teatro Comunale di Bologna di "Manon".
- Nello stesso anno è Fenton nel Falstaff, Pinkerton nella Madama Butterfly e il Duca di Mantova al War Memorial Opera House di San Francisco.
- Il 19 dicembre 1967 è Tancredi nella première del Teatro Massimo di Palermo di "Il gattopardo" di Angelo Musco jr..
- Il 1º giugno 1968 è Idreno nella ripresa nel Teatro Comunale di Firenze di "Semiramide" di Gioachino Rossini.
- Il 3, 5, 8, 11 e 15 aprile 1970 è Carlo e Goffredo nell'Armida di Rossini al Teatro La Fenice di Venezia. Complessivamente in questo teatro è andato in scena per 51 rappresentazioni fino al 1982 interpretando: Il barbiere di Siviglia; L'Italiana in Algeri; Il trovatore; Les Martyrs: Lorenzo Perosi, La Risurrezione di Cristo e Ludwig Beethoven, Sinfonia n. 9.
- Il 23, 26, 29, 31 gennaio e il 4 febbraio 1971 è Alfredo Germont ne La traviata al Teatro Verdi (Trieste). Nello stesso anno è Riccardo in Un ballo in maschera ed Ernesto in Don Pasquale a Bilbao.
- Nel 1972 è Arturo nella Straniera al Teatro Massimo di Palermo e canta ne La Resurrezione di Cristo di Lorenzo Perosi diretta da Claudio Scimone con Katia Ricciarelli e Lucia Valentini Terrani allo Sferisterio di Macerata.
- Nella stagione 1973/1974 è Riccardo nell'opera Un ballo in maschera al Wiener Staatsoper. In questo teatro il tenore si esibisce fino al 1988 in ventiquattro rappresentazioni interpretando: Tebaldo ne I Capuleti e Montecchi, Almaviva ne Il barbiere di Siviglia, Rodolfo ne La Bohème, Alfredo Germont ne La traviata, Edgardo in Lucia di Lammermoor, Pinkerton in Madama Butterfly e il Duca di Mantova del Rigoletto.
- Nelle stagioni 1974/1975, 1975/1976 e 1977/1978 è Almaviva nell'opera Il barbiere di Siviglia al Wiener Staatsoper e il Duca di Mantova nel Rigoletto (il Duca di Mantova anche nella stagione 1978/1979).
- Nel marzo 1976, alla riapertura del Teatro Filarmonico di Verona dopo la ricostruzione dal bombardamento del 1945, interpretò Alfredo ne “La Traviata” di G.Verdi (Cast: K.Ricciarelli, O.Garaventa, R.Bruson, L.Palombi, A.Grigolato; dir. G.F.Rivoli; Orch. Arena Verona). Fu effettuata una registrazione, rigorosamente live, della rappresentazione del 21.3.1976, attualmente (2013) reperibile nella versione in cd doppio (CD 13238 Verdi Traviata 1976 Verone Ricciarelli) edita negli Stati Uniti a cura della “House of Opera”.
- Il 5 novembre 1976 è Alfredo nella ripresa del Teatro Donizetti di Bergamo di "La traviata" di Giuseppe Verdi.
- Il 7 gennaio 1977 è Roberto Leicester nella prima rappresentazione nel Nuovo Teatro Regio di Torino di "Maria Stuarda".
- Nel febbraio 1977 è Macduff in Macbeth al Teatro dell'Opera di Roma.
- Il 17 maggio 1977 è Alfredo nella prima rappresentazione nel Nuovo Teatro Regio di Torino di "La traviata" di Verdi.
- Il 21 giugno 1978 è Polyeucte nella ripresa nel Teatro alla Fenice di Venezia di "Les martyrs" di Gaetano Donizetti.
- Il 30 settembre 1978 è Carlo nella replica del Teatro alla Scala di Milano di "I masnadieri" di Giuseppe Verdi.
- Il 5 maggio 1983 è Ismaele nella ripresa del Nuovo Teatro Regio di Torino di "Nabucco" di Giuseppe Verdi.
- Il 18 dicembre 1984 è il figlio nella prima rappresentazione del Nuovo Teatro Regio di Torino di "Maria d'Alessandria" di Giorgio Federico Ghedini.
- Nel dicembre 1985 è Riccardo ne Un ballo in maschera con Giorgio Zancanaro al Teatro dell'Opera di Roma.
- Il 10 febbraio 1987 è Radamès nella ripresa del Nuovo Teatro Regio di Torino di "Aida" di Giuseppe Verdi.
- Nella stagione 1987/1988 è Riccardo in Un ballo in maschera alla Wiener Staatsoper.